# Nubaca
Die Sprache Nubaca (auch baca, bango, bongo, zentral yambassa, nu baca; ISO 639-3: baf) ist eine südbantoide Sprache aus der Gruppe der Yambasa-Sprachen innerhalb der Mbam-Sprachen, die von insgesamt 4.500 Personen (2007) in der Kameruner Region Zentrum gesprochen wird.
Nubaca hat drei Dialekte: zentral nubaca, kélendé und nibiég. Ältere Menschen sprechen vor allem die Sprachen Ewondo [ewo] oder Basaa [bas] als Zweitsprache, während jüngere Menschen Französisch [fra] bevorzugen.